# Stella Awards
Los Stella Awards (Premios Stella) fueron parte de una narrativa destinada a deslegitimar acciones judiciales dirigidas en contra de grandes corporaciones por violaciones a los derechos de los consumidores, bajo la excusa de evidenciar ridículas y escandalosas demandas judiciales. El nombre de los premios es un uso no autorizado del nombre de Stella Liebeck quien, en 1992, sufrió graves quemaduras al derramarse café de McDonald's excesivamente caliente sobre su pierna; ello le causó quemaduras de tercer grado. Ella solicitó el pago de sus gastos médicos por 18 mil dólares y la empresa solo le ofreció 800 dólares. En el juicio se demostró que durante 10 años, 700 personas habían sufrido quemaduras por la temperatura del café de MacDonald's y la empresa no realizó ningún cambio en sus políticas. El monto total recibido por la señora Liebeck es desconocido debido a que se fijó en una transacción con cláusulas de confidencialidad.
Para mayores detalles del caso, consultar el documental de HBO: Hot Coffee.